# ام‌القبور، قطر
ام القبور  یک منطقهٔ مسکونی در قطر است که در الشمال (شهرداری) واقع شده‌است.